# 川上茂信
川上 茂信（かわかみ しげのぶ、1961年4月 - ）は、日本の言語学者。専門はスペイン語学。
東京外国語大学総合国際学研究院（言語文化部門・言語研究系）教授。神奈川大学外国語学部非常勤講師。

## 略歴
- 1985年3月　東京外国語大学外国語学部スペイン語学科卒業
- 1987年3月　東京外国語大学大学院外国語学研究科修士課程修了
- 1989年4月　東京外国語大学外国語学部 助手
- 1996年4月　同 講師
- 2002年4月　同 助教授
- 2009年4月　東京外国語大学総合国際学研究院 准教授（大学院重点化により所属変更）
- 2014年4月　同 教授

## 研究業績
- 言語史、多言語性、ナショナリズム, 寺崎英樹教授退官記念論文集刊行委員会『スペイン語学論集』, くろしお出版, pp. 147-154
- 多言語国家スペイン, 立石博高、中塚次郎(編)『スペインにおける国家と地域』国際書院, 第3章, pp. 65-97